# Liste des laojiao en république populaire de Chine
Cette liste recense les laojiao (camp de rééducation par le travail) par province puis par région en république populaire de Chine.

## Province deAnhui
- Anqing Rééducation par le travail
- Baofeng Rééducation par le travail
- Hefei Cité Rééducation par le travail
- Huainan Rééducation par le travail
- Rééducation par le travail des femmes de la province
- Rééducation par le travail numéro 2 de la province

## Municipalité deChongqing
- Chongqing rééducation par le travail
- Chongqing rééducation par le travail des femmes numéro 2
- Fuling rééducation par le travail
- Xishanping rééducation par le travail

## Province deFujian
- Fuzhou Rééducation par le travail
- Fuzhou Rujiang Rééducation par le travail
- Rééducation par le travail des femmes de la province
- Nanping Rééducation par le travail
- Quanzhou Rééducation par le travail
- Sanming Rééducation par le travail
- Xiamen Rééducation par le travail
- Xiaokengtou Rééducation par le travail
- Zhangzhou Rééducation par le travail
- Zhangzhou Rééducation par le travail d'absinence forcée des drogues

## Province deGansu
- Heshui Rééducation par le travail
- Rééducation par le travail numéro 1 de la province
- Rééducation par le travail numéro 2 de la province
- Rééducation par le travail numéro 3 de la province

## Province deGuangdong
- Cencun rééducation par le travail
- Chatou rééducation par le travail
- Chatou rééducation par le travail des femmes
- Dongkeng rééducation par le travail
- Foshan rééducation par le travail
- Guangzhou rééducation par le travail No. 1
- Guangzhou rééducation par le travail No. 2
- Guangzhou rééducation par le travail No. 3
- Hengshanguo rééducation par le travail
- rééducation par le travail de la municipalité d'Huizhou
- Jiangmen rééducation par le travail
- Meizhou rééducation par le travail
- Sanshui rééducation par le travail
- Shantou rééducation par le travail
- rééducation par le travail de la Shanwei
- Shaoguan rééducation par le travail
- Shawan rééducation par le travail
- Shenzhen rééducation par le travail No. 1
- Shenzhen rééducation par le travail No. 2
- Tan'gang rééducation par le travail
- Yingde rééducation par le travail
- rééducation par le travail de la municipalité de Zhanjiang
- Zengcheng rééducation par le travail
- Zhongshan rééducation par le travail
- rééducation par le travail de la municipalité de Zhuhai

## Région deGuangxi
- Rééducation par le travail de la rehabilitation des drogues No. 2
- Rééducation par le travail No. 1 de la région autonome
- Rééducation par le travail No. 2 de la région autonome
- Rééducation par le travail No. 3 de la région autonome
- Rééducation par le travail No. 4 de la région autonome
- Rééducation par le travail No. 5 de la région autonome
- Guangxi Rééducation par le travail des femmes
- Liuzhou Rééducation par le travail

## Province deGuizhou
- Anshun rééducation par le travail
- Bijie District rééducation par le travail
- Fuquan rééducation par le travail
- Huagong rééducation par le travail
- rééducation par le travail de la province
- Qiandong rééducation par le travail de rehabilitation
- Sanjiang rééducation par le travail
- Zhongba rééducation par le travail
- Zunyi rééducation par le travail

## Province deHebei
- Balizhuang rééducation par le travail
- Baoding rééducation par le travail
- Chengde rééducation par le travail
- Handan rééducation par le travail
- rééducation par le travail des femmes de Hebei
- Qinhuangdao rééducation par le travail
- Shijiazhuang rééducation par le travail
- Shijiazhuang rééducation par le travail des femmes
- Tangshan rééducation par le travail
- Wanzhuang rééducation par le travail
- Xingtai rééducation par le travail
- Zhangjiakou rééducation par le travail

## Province deHeilongjiang
- Changlinzi rééducation par le travail
- Daqing rééducation par le travail
- Fulaerji rééducation par le travail
- Fulitun rééducation par le travail
- Hegang rééducation par le travail
- Huayuan rééducation par le travail
- Jiamusi rééducation par le travail
- Jixi rééducation par le travail
- Mudanjiang rééducation par le travail
- rééducation par le travail de la province
- Qianjin rééducation par le travail
- Qiqihar rééducation par le travail
- Shuangyashan rééducation par le travail
- Suihua rééducation par le travail
- Tielu rééducation par le travail
- Wanjia rééducation par le travail
- Yichun rééducation par le travail
- Yimianpo rééducation par le travail
- Yong'an rééducation par le travail
- Yuquan rééducation par le travail

## ProvinceHenan
- Anyang rééducation par le travail
- Baimiao rééducation par le travail
- Hebi rééducation par le travail
- Huangheqiao rééducation par le travail
- Jiaozuo rééducation par le travail
- Kaifeng rééducation par le travail
- Leihe rééducation par le travail
- Luoyang rééducation par le travail
- Nanyang rééducation par le travail
- Pingdingshan rééducation par le travail
- Puyang rééducation par le travail
- rééducation par le travail numéro 1 de la province
- rééducation par le travail numéro 2 de la province
- rééducation par le travail numéro 3 de la province
- Qiliyan rééducation par le travail
- Sanmenxia rééducation par le travail
- Shangqiu rééducation par le travail
- Shibalihe rééducation par le travail des femmes
- Shifo rééducation par le travail
- Xinxiang rééducation par le travail
- Xinyang rééducation par le travail

## Province deHubei
- Baiquan Rééducation par le travail
- Denglin Rééducation par le travail
- Guanbuqiao Rééducation par le travail
- Haiyang Rééducation par le travail
- Hewan Rééducation par le travail
- Huangshi Rééducation par le travail
- Rééducation par le travail des femmes d'Hubei
- Mianhudun Rééducation par le travail
- Shashi Rééducation par le travail
- Shayang Rééducation par le travail
- Shiyan Rééducation par le travail
- Shizishan Rééducation par le travail
- Xiangfan Rééducation par le travail
- Yichang Rééducation par le travail

## Province deHunan
- Baimalong Rééducation par le travail des femmes
- Bainihu Rééducation par le travail
- Changde Rééducation par le travail
- Changqiao Rééducation par le travail
- Changsha Rééducation par le travail des femmes
- Changsha Ville Rééducation par le travail de la rééducation des stupéfiants
- Chenzhou Rééducation par le travail
- Hengyang Rééducation par le travail
- Huaihua Rééducation par le travail
- Loudi Rééducation par le travail
- Pingtang Rééducation par le travail
- Shaoyang Rééducation par le travail
- Xiangtan Rééducation par le travail
- Xinkaipu Rééducation par le travail
- Yiyang Rééducation par le travail
- Yongzhou Rééducation par le travail
- Yueyang Rééducation par le travail
- Rééducation par le travail de la préfecture de Xiangxi
- Zhuzhou Rééducation par le travail

## Province deJiangsu
- Donghai Rééducation par le travail
- Fangqiang Rééducation par le travail
- Judong Rééducation par le travail
- Nanjing Dalianshan Rééducation par le travail
- Rééducation par le travail de la province
- Taihu Rééducation par le travail
- Wuxi Rééducation par le travail
- Yangmeitang Rééducation par le travail

## Province deJiangxi
- Jingde Rééducation par le travail
- Jiujiang Rééducation par le travail
- Nanchang Rééducation par le travail des délinquants des stupéfiants
- Rééducation par le travail No. 1 de la province
- Rééducation par le travail No. 2 de la province

## Province de Jilin
- Baicheng Rééducation par le travail
- Baicheng Ville Rééducation par le travail
- Baishan Rééducation par le travail
- Beijiao Rééducation par le travail
- Chaoyanggou Rééducation par le travail
- Fenjin Rééducation par le travail
- Hunjiang Rééducation par le travail
- Jilin ville Rééducation par le travail
- Jilin Rééducation par le travail
- Jiutai Rééducation par le travail
- Liaoyuan Rééducation par le travail
- Mudanjiang Rééducation par le travail
- Rééducation par le travail des femmes de la province
- Siping Rééducation par le travail
- Tonghua ville Rééducation par le travail
- Weizigou Rééducation par le travail
- Rééducation par le travail de la préfecture autonome de Yanbian
- Yanji Rééducation par le travail

## Province deLiaoning
- Anshan Rééducation par le travail
- Benxi Rééducation par le travail
- Chaoyang Rééducation par le travail
- Dalian Rééducation par le travail
- Fushun Rééducation par le travail
- Fuxin Rééducation par le travail
- Jinzhou Ville Rééducation par le travail
- Camp de travail de Masanjia Rééducation par le travail
- Shenyang Rééducation par le travail
- Tieling Rééducation par le travail

## Région de laMongolie-Intérieure
- Baotou rééducation par le travail
- Chifeng ville rééducation par le travail
- Fengzhen rééducation par le travail
- Hailar rééducation par le travail
- Hohhot rééducation par le travail des femmes
- Tumuji rééducation par le travail
- Wuhai rééducation par le travail
- Wuyuan rééducation par le travail
- Xi Ligue rééducation par le travail

## Région deNingxia
- Ningxia Rééducation par le travail des femmes
- Rééducation par le travail pour la rééducation des stupéfiants

## Municipalité dePékin
- Pékin rééducation par le travail des femmes
- Pékin rééducation par le travail des femmes de la municipalité
- Pékin Tiantanghe rééducation par le travail
- Pékin Xi'nan rééducation par le travail
- Pékin Xinhe rééducation par le travail

## Province deQinghai
- Duoba Rééducation par le travail
- Ge'ermu Rééducation par le travail
- Qinghai Rééducation par le travail des femmes

## Province deShaanxi
- Hanzhong Rééducation par le travail
- Jinhe Rééducation par le travail
- Luyang Rééducation par le travail
- Rééducation par le travail des femmes de la province
- Xinzhou Rééducation par le travail
- Yan'an Rééducation par le travail
- Yulin Rééducation par le travail
- Zaozihe Rééducation par le travail

## Province deShandong
- Handan rééducation par le travail
- Ji'nan rééducation par le travail
- Ji'ning rééducation par le travail
- Rééducation par le travail de la province
- Rééducation par le travail de la province numéro 1
- Rééducation par le travail de la province numéro 2
- Rééducation par le travail des femmes de la province numéro 1
- Qingdao rééducation par le travail
- Weifang rééducation par le travail
- Zaozhuang rééducation par le travail
- Zibo rééducation par le travail

## Municipalité deShanghai
- Shanghai Rééducation par le travail No. 1
- Shanghai Rééducation par le travail No. 2
- Shanghai Rééducation par le travail No. 3
- Shanghai Rééducation par le travail des femmes

## Province deShanxi
- Changzhi Daxinzhuang rééducation par le travail
- Datong ville rééducation par le travail
- Rééducation par le travail de la province
- Rééducation par le travail de la province pour des délinquants des stupéfiants
- Rééducation par le travail de la province des femmes
- Taiyuan ville rééducation par le travail
- Yangquan rééducation par le travail
- Yongji Dongcun rééducation par le travail
- Yuxiang rééducation par le travail

## Province deSichuan
- Dayan Rééducation par le travail
- Panzhihua Rééducation par le travail
- Rééducation par le travail des femmes de la province
- Shaping Rééducation par le travail
- Sichuan Chengdu Rééducation par le travail
- Xinhua Rééducation par le travail

## Municipalité deTianjin
- Banqiao Rééducation par le travail de la municipalité de Tianjin
- Dasuzhuang Rééducation par le travail
- Jianxin Rééducation par le travail
- Qingbowa Rééducation par le travail
- Shuangkou Rééducation par le travail
- Tianjin Rééducation par le travail des femmes
- Yushan Rééducation par le travail

## Région deXinjiang
- Bole Rééducation par le travail
- Changji Rééducation par le travail
- Hami Rééducation par le travail
- Jinyinchuan Rééducation par le travail
- Kashi Rééducation par le travail
- Urumqi Rééducation par le travail
- Wusu Rééducation par le travail
- Xinjiang Turpan Rééducation par le travail
- Xinjiang Aksu Rééducation par le travail
- Xinjiang Rééducation par le travail des femmes
- Yining Rééducation par le travail

## Région autonome du Tibet
- Changdu Rééducation par le travail
- Duilong Rééducation par le travail
- Lhassa Rééducation par le travail
- Ngari Rééducation par le travail
- Rikaze Rééducation par le travail
- Rééducation par le travail de la région autonome de Xizang

## Province deYunnan
- Anning Rééducation par le travail
- Dali Rééducation par le travail
- Dehong Rééducation par le travail de la préfecture
- Gejiu Rééducation par le travail
- Rééducation par le travail de la rééducation des stupéfiants
- Rééducation par le travail No. 2 de la province
- Rééducation par le travail No. 3 de la province
- Qujing cité Rééducation par le travail
- Yunnan Rééducation par le travail des femmes

## Province deZhejiang
- Hangzhou rééducation par le travail No. 1
- Hangzhou rééducation par le travail No. 2
- Huzhou rééducation par le travail
- Jiaxing rééducation par le travail
- Mont Mogan rééducation par le travail
- Ningbo rééducation par le travail
- Shaoxing rééducation par le travail
- Shiliping rééducation par le travail
- Tangxi rééducation par le travail
- Zhoushan rééducation par le travail

## Sources
- « Laogai Handbook : 劳改手册 », 2007-2008 (version du 29 avril 2009 sur Internet Archive), en anglais et chinois